# Таврическая учёная архивная комиссия

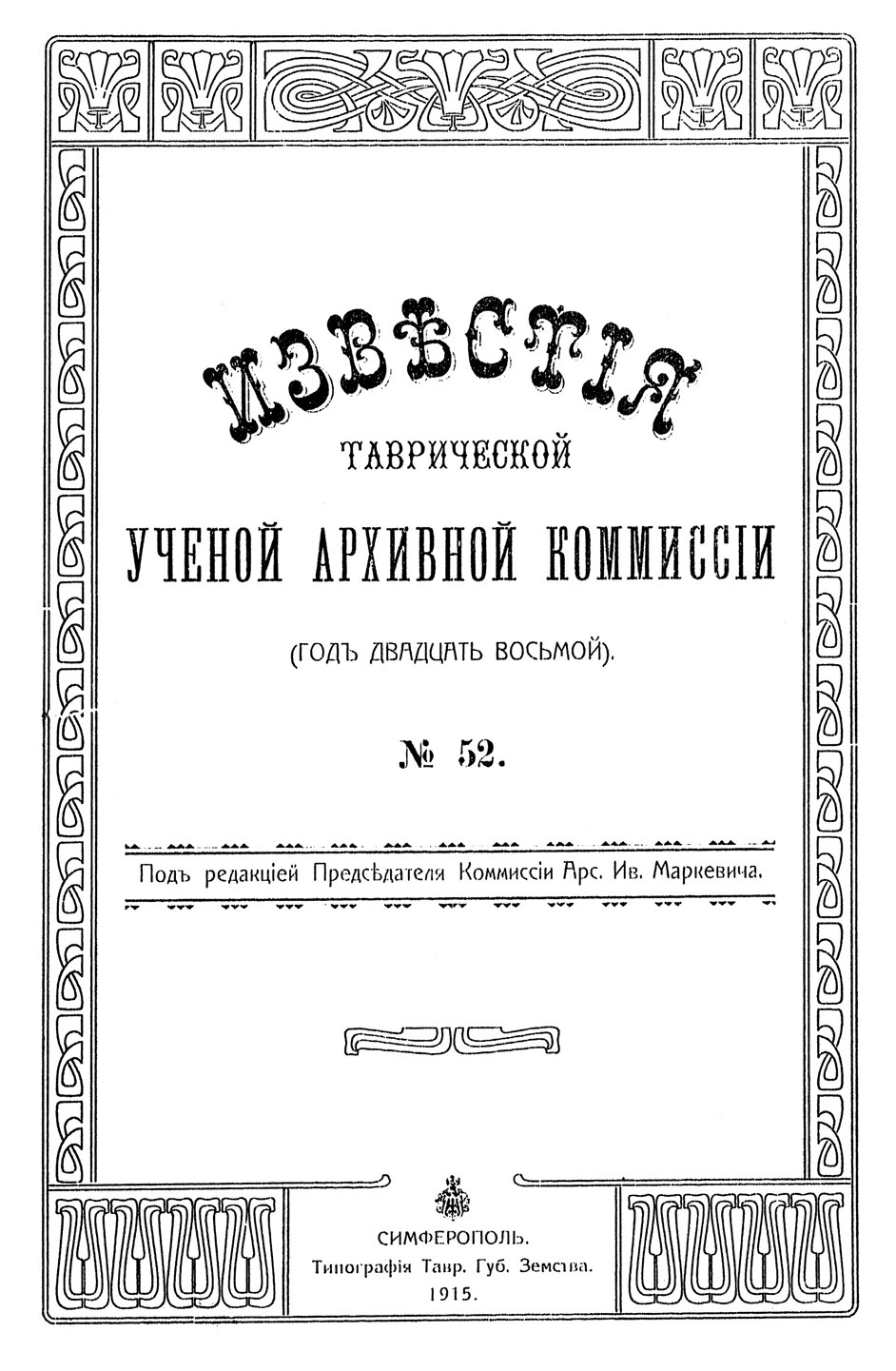
«Известия Таврической Ученой Архивной Комиссии» № 52, 1915 год.
Титульный лист.

Таврическая учёная архивная комиссия, Таврическая губернская учёная архивная комиссия (ТУАК) — организация краеведов Крыма, одна из 39 губернских учёных архивных комиссий (ГУАК), существовавших в дореволюционной России, которые были созданы Положением Комитета министров «Об учреждении учёных архивных комиссий и исторических архивов», утверждённом 13 апреля 1884 года императором Александром III.
Состав комиссий формировался на добровольных началах, и их непременным членом был губернатор, однако комиссии руководились не только местными органами власти, но и Академией наук. 

## История
Таврическая учёная архивная комиссия была учреждена 24 января (5 февраля) 1887 года в Симферополе и объединяла видных учёных и любителей крымской старины, большую часть губернской интеллигенции. Среди 60 членов-учредителей комиссии: Таврической губернатор А. Н. Всеволожский, издатель газеты «Переводчик-Терджиман» И. Гаспринский, директор народных училищ Таврической губернии А. Н. Дьяконов, ректор духовной семинарии И. П. Знаменский, преподаватель духовной семинарии А. В. Иванов, Симферопольский уездный воинский начальник А. Н. Ильин, инспектор Симферопольской татарской учительской школы И. И. Казас, преподаватели Симферопольской мужской казенной гимназии А. О. Кашпар, Ф. Ф. Лашков и А. И. Маркевич, губернский земский гласный В. В. Олив, караимский гахам С. М. Панпулов, губернский предводитель дворянства В. П. Попов, председатель губернской земской управы А. Х. Стевен, губернский земский гласный Н. А. Султан-Крым-Гирей и другие.
Одной из основных форм деятельности ГУАК являлись открытые заседания, где звучали доклады членов и гостей и решались организационные вопросы. При этом в обязательном порядке велись протоколы и составлялись отчёты. Комиссия собирала сведения о древних исторических памятниках, занималась охраной памятников архитектуры (реставрация Бахчисарайского дворца и мечети в Эски-Сат), архивов, составлением археологических карт. Уже на первом заседании 30 мая 1887 года Таврическая Ученая Архивная Комиссия поставила себе целью собирать не одни археографические, но и археологические памятники, и Губернское Земское Собрание предоставило помещение в здании Губернского Земства для устройства Археологического Музея. Начало Археологическому Музею (Музею древностей) было положено пожертвованиями 39 предметов: античные наконечники стрел, стеклянные бусы, медные, серебряные, золотые монеты Боспорского царства, Крымского ханства, Российской империи. Кроме этого музею были переданы дублетные материалы из Керченского музея. Помимо основных задач по сохранению археографического и археологического наследия комиссия занималась изучением прошлого тюркоязычного населения Крыма — караимов, крымских татар и крымчаков. 

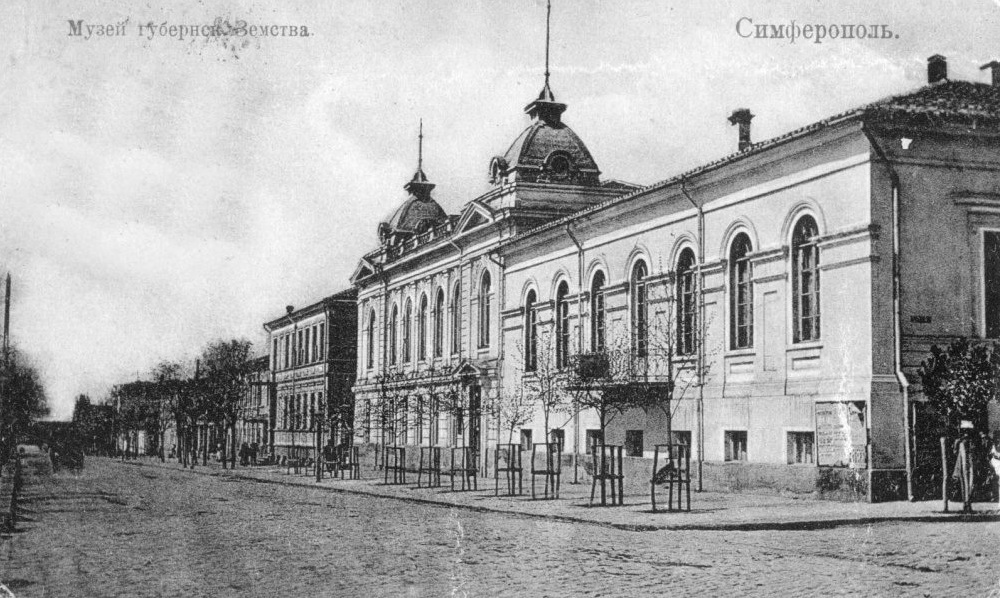
Здание естественно-исторического музея Таврического губернского земства. В этом же здании размещался Музей древностей Таврической ученой архивной комиссии (ныне ул. Карла Маркса, 17)

Первое время Комиссия не имела своего отдельного помещения, Комиссия вместе с музеем она размещалась в комнатах губернской земской управы (ул. Долгоруковская, ныне ул. Карла Либкнехта). В 1909 году Симферопольская городская дума отдала Комиссии помещение на ул. Екатерининской, ныне ул. Карла Маркса. 18 января 1913 года Губернское Земское Собрание приняло решение увековечить 300-летие дома Романовых сооружением в Симферополе музея, где были бы помещены коллекции музея древностей и естественноисторического музея. Городская управа предложила для сооружения музея часть Вокзальной площади перед началом Долгоруковской улицы. Были выделены денежные средства, но планам помешала начавшаяся в 1914 году Первая мировая война. Деятельность Таврической Учёной Архивной Комиссии финансировалась властями, а также за счёт членских взносов, частных пожертвований и дохода от продажи собственных изданий.  
Комиссия регулярно публиковала «Известия Таврической Учёной Архивной Комиссии» (ИТУАК). Всего, с 1887 по 1920 годы, было выпущено 57 томов этого издания, в которых было опубликовано более 400 научных статей, исторических документов, археологических находок. 

### Таврическое общество истории, археологии и этнографии
Однако социально-политические потрясения начала XX века не могли не сказаться на деятельности комиссии. В 1917 году началась Октябрьская революция, потом германская оккупация Крыма, а затем гражданская война внесла в регион административную чехарду, из-за чего комиссия была почти вынуждена бороться за свое существование.
В этот же период революционное правительство России 1 июня 1918 года издаёт декрет СНК "О реорганизации и централизации архивного дела РСФСР", предписывающий ликвидацию всех губернских архивных комиссий, существовавших с 1884 по 1917 год ( Однако из-за смены власти в Крыму, этот указ не был реализован и ТУАК продолжала свою деятельность). Более того, 2 мая 1919 года на основе ее ист. архива был создан КрымЦентрАрхив - в дальнейшем однако он перешел в ведомство советского органа "Крымское областное архивное управление", т.е. ТУАК утратила возможность заниматься архивной деятельностью напрямую, с полным установлением советской власти.
Также, с приходом коммунистического правительства, началась централизация управления памятниками старины. Эти функции были переданы в управление "КрымОХРИС", из-за чего ТУАК также утратила возможность заниматься музееведением и смежными областями.
К 1921 году, ТУАК фактически утратила возможность заниматься научной деятельностью: отсутствие финансирования и введенный ранее декрет "О печати" привели к закрытию её "Известий", согласно которому, все буржуазные издания прекращали работу, а их имущество, включая бумагу и типографские принадлежности подлежали изъятию.
25 марта 1923 года ТУАК преобразована в Таврическое общество истории, археологии и этнографии (ТОИАЭ) (Видимо это было сделано также с целью абстрагироваться от наследия рухнувшей царской России). 14 октября того же года на заседании общества по предложению председателя А. И. Маркевича в члены ТОИАЭ были переизбраны все бывшие члены ТУАК, в том числе эмигрировавшие и высланные советской властью за пределы СССР.
Однако переименование и изменение целей общества, не отменили притеснений со стороны советской власти (Отчасти это было обусловлено и характером ее руководства - А.И. Маркевич например во время гражданской войны публиковался в белых газетах, где нарекал советскую власть грабителем России).
К 1926 году ТОИАЭ не смогло издать свой том ИТОИАЭ (Известия Таврического Общества Истории Археологии и Этнографии). В этот же период идёт открытое обвинение А.И. Маркевича в "Великодержавном шовинизме и антисоветской деятельности", ссылаясь при этом на "Желание скрыть Арсением Ивановичем документы гражданской войны и революционного времени, а также отказом исполнять действующее законодательство"
В 30-х годах, общественная и научная жизнь начали меняться коренным образом, и прежде всего это связано с разгромом краеведческого движения, которое можно констатировать по 3 состоявшимся мероприятиям в СССР. 1) Решения первого музейного съезда (1930), 2) Решения четвертой всероссийской краеведческой конференции, 3) Решения десятого пленума центрального бюро краеведения (1931).
Фатальный удар по обществу, после которого оно уже не смогло продолжить свое существование, был нанесён 3 апреля 1930 года, когда Георгий Андреевич Максимович, который передал резолюцию сессии Центрального Совета Секции научных работников в Москве. В документе указывалось на необходимость ликвидации "местных научных обществ, оторванных от жизненных реалий и не использующих марксистскую методологию".
В апреле 1930 года Н. Л. Эрнст сменил А. И. Маркевича на посту председателя ТОИАЭ. 15 января 1931 год на 113-м заседании общества было принято решение о вхождении ТОИАЭ в состав новоорганизованного Крымского бюро краеведения.
При этом стоит отметить, что в ликвидации общества весомую роль сыграла внутренняя борьба за влияние между старыми (А.И. Маркевич, В.И. Филоненко и др.) и новыми краеведами (Н.Л. Эрнст, А.И. Полканов и др.)

## Председатели комиссии
- Александр Христианович Стевен (1887—1894)
- Вильям Вильямович Олив (февраль—апрель 1896)
- Александр Никифорович Ильин (1896—1908)
- Арсений Иванович Маркевич (1908—1923) ( затем председатель ТОИАЭ до 1930 года)

## Члены комиссии
- Аггеенко, Александр Наумович (с 1887)
- Айналов, Дмитрий Власьевич (c 1919)
- Андрусов, Николай Иванович (c 1919)
- Антонович, Владимир Бонифатьевич (c 1890)
- Арсеньев, Василий Сергеевич (1829—1915) (с 1914)
- Багалей, Дмитрий Иванович (с 1890)
- Бай, Жозеф де (с 1906)
- Байбуртлы, Ягья Наджи Сулейманович (с 1912)
- Байков, Александр Александрович (c 1920)
- Барт, Александр Павлович (с 1916)
- Бартольд, Василий Владимирович (с 1916)
- Бережков, Михаил Николаевич (с 1893)
- Бертье-Делагард, Александр Львович (с 1889)
- Богданов, Николай Николаевич (государственный деятель) (с 1916)
- Боданинский, Али Абдурафиевич (с 1909)
- Болсуновский, Карл Васильевич (с 1914)
- Бороздин, Илья Николаевич (с 1915)
- Брандт, Александр Андреевич (с 1916)
- Браунер, Александр Александрович (с 1893)
- Булгаков, Саид-бей (с 1912)
- Булгаков, Сергей Николаевич (с 1919)
- Булюбаш, Александр Петрович (с 1887)
- Варнеке, Борис Васильевич (с 1919)
- Вернадский, Владимир Иванович (с 1920 (почётный член)
- Вернадский, Георгий Владимирович (c 1918)
- Веселовский, Николай Иванович (c 1889)
- Винберг, Владимир Карлович (с 1916)
- Всеволожский, Андрей Никитич (с 1887)
- Вульф, Евгений Владимирович (с 1913)
- Габаев, Георгий Соломонович (с 1913)
- Гаршин, Евгений Михайлович (с 1912)
- Гаспринский, Исмаил (с 1887)
- Гельвиг, Роман Иванович (с 1919)
- Гераклитов, Александр Александрович (с 1914)
- Городцов, Василий Алексеевич (с 1915)
- Гошкевич, Виктор Иванович (с 1914)
- Греков, Борис Дмитриевич (с 1919)
- Гриневич, Константин Эдуардович (с 1920)
- Гудзий, Николай Каллиникович (с 1918)
- Данилевич, Василий Ефимович (с 1907)
- Двойченко, Пётр Абрамович (с 1913)
- Деревицкий, Алексей Николаевич (с 1896)
- Державин, Николай Севастьянович (с 1907)
- Дерман, Абрам Борисович (с 1920)
- Дерюжинский, Владимир Фёдорович (с 1919)
- Димитрий (Абашидзе) (с 1917 (почётный член)
- Довнар-Запольский, Митрофан Викторович (с 1896)
- Дуван, Семён Эзрович (с 1913)
- Епанчин, Николай Алексеевич (с 1918)
- Жебелёв, Сергей Александрович (с 1917)
- Зверев, Александр Михайлович (с 1914)
- Знаменский, Иоанн Павлинович (с 1887)
- Иванов, Александр Васильевич (духовный писатель) (с 1887)
- Иванов, Василий Александрович (городской голова) (с 1908)
- Иконников, Владимир Степанович (с 1917 (почётный член)
- Кадлубовский, Арсений Петрович (с 1918)
- Казас, Илья Ильич (с 1887)
- Катанов, Николай Фёдорович (с 1909)
- Клепинин, Николай Николаевич (с 1910)
- Клетнова, Екатерина Николаевна (с 1915)
- Княжевич, Николай Антонинович (с 1915)
- Кобеко, Дмитрий Фомич (с 1916)
- Кондаков, Никодим Павлович (с 1891)
- Короленко, Прокопий Петрович (с 1896)
- Косцюшко-Валюжинич, Карл Казимирович (с 1887)
- Крестианполь, Пётр Игнатьевич (с 1911)
- Крым, Самуил Авраамович (с 1887)
- Крым, Соломон Самойлович (с 1912)
- Кудрявцев, Пётр Павлович (с 1920)
- Кузнецов, Николай Иванович (с 1918)
- Кулаковский, Юлиан Андреевич (с 1895)
- Кучук-Иоаннесов, Христофор Иванович (c 1910)
- Лаппо-Данилевский, Александр Сергеевич (с 1889)
- Ларионов, Иван Васильевич (с 1915)
- Латышев, Василий Васильевич (с 1891)
- Лашков, Фёдор Фёдорович (с 1887)
- Лепер, Роберт Христианович (с 1911)
- Линниченко, Иван Андреевич (с 1902)
- Лихачёв, Николай Петрович (с 1916)
- Любович, Николай Николаевич (с 1890)
- Маргаритов, Сергей Дмитриевич (с 1911)
- Маркевич, Алексей Иванович (с 1889)
- Маркевич, Арсений Иванович (с 1887 (почётный член с 1917)
- Маркс, Никандр Александрович (с 1917)
- Марр, Николай Яковлевич (с 1917)
- Марти, Юлий Юльевич (с 1919)
- Масальский-Кошуро, Павел Николаевич (с 1908)
- Метальников, Сергей Иванович (с 1918)
- Миннз, Эллис Ховелл (с 1912)
- Модзалевский, Борис Львович (c 1914)
- Мокржецкий, Сигизмунд Александрович (с 1896)
- Муфтий-Заде, Измаил Мурза (с 1887)
- Нестроев, Алексей Алексеевич (с 1887)
- Норцов, Алексей Николаевич (с 1892)
- Оболенский, Владимир Андреевич (политик) (с 1919)
- Оглоблин, Николай Николаевич (с 1892)
- Олив, Вильям Вильямович (с 1887)
- Орешников, Алексей Васильевич (с 1889)
- Павловский, Иван Францевич (с 1915)
- Пампулов, Самуил Моисеевич (с 1887)
- Петухов, Евгений Вячеславович (с 1919)
- Печёнкин, Николай Михайлович (c 1904)
- Платонов, Сергей Фёдорович (с 1902)
- Полонская-Василенко, Наталия Дмитриевна (с 1916)
- Помяловский, Иван Васильевич
- Попов, Василий Павлович (генерал-майор) (с 1887)
- Прозрителев, Григорий Николаевич (с 1914)
- Репников, Николай Иванович (с 1904)
- Ретовский, Отто Фердинандович (c 1887)
- Ровинский, Иван Прокофьевич (с 1887)
- Розов, Владимир Алексеевич (с 1919)
- Ростовцев, Михаил Иванович (историк) (с 1906)
- Рудаков, Василий Егорович (с 1911)
- Савёлов, Леонид Михайлович (с 1902)
- Самойлович, Александр Николаевич (с 1912)
- Самоквасов, Дмитрий Яковлевич (с 1911)
- Смирнов, Василий Дмитриевич (с 1888)
- Смирнов, Яков Иванович (учёный) (c 1917)
- Смольянинов, Владимир Николаевич (с 1913)
- Соболевский, Алексей Иванович (с 1915)
- Спендиаров, Александр Афанасьевич (с 1917)
- Спицын, Александр Андреевич (с 1896)
- Стевен, Александр Александрович (с 1914)
- Стевен, Александр Христианович (c 1887)
- Сторожев, Василий Николаевич (с 1896)
- Султан-Крым-Гирей, Николай Александрович (с 1887)
- Сулькевич, Матвей Александрович (с 1912)
- Татищев, Никита Алексеевич (с 1919)
- Тренёв, Константин Андреевич (с 1914)
- Троицкий, Николай Иванович (с 1909)
- Успенский, Фёдор Иванович (с 1890)
- Фалёв, Павел Александрович (с 1914)
- Фальц-Фейн, Фридрих Эдуардович (с 1912)
- Фармаковский, Борис Владимирович (с 1906)
- Феофан (Быстров) (с 1911)
- Филоненко, Виктор Иосифович (с 1915)
- Цветаев, Дмитрий Владимирович (с 1914)
- Чернов, Сергей Николаевич (с 1922)
- Шапшал, Серая Маркович (с 1912)
- Шахматов, Алексей Александрович (с 1915)
- Шереметев, Сергей Дмитриевич (с 1904)
- Шкорпил, Владислав Вячеславович (с 17 ноября 1903)[9]
- Шмит, Фёдор Иванович (с 1918)
- Шмурло, Евгений Францевич (с 1890)
- Штерн, Эрнст Романович (с 1899)
- Экк, Эдуард Владимирович (с 1912)
- Эрнст, Николай Львович (с 1919)
- Яворницкий, Дмитрий Иванович (с 1913)
- Яхонтов, Степан Дмитриевич (с 1914)
- Ящуржинский, Хрисанф Петрович (с 1887)